# スティール郡 (ノースダコタ州)
スティール郡（英: Steele County）は、アメリカ合衆国ノースダコタ州の東部に位置する郡である。2010年国勢調査での人口は1,975人であり、2000年の2,258人から12.5％減少した。郡庁所在地はフィンレー市（人口445人）であり、同郡で人口最大の町でもある。スティールと名付けられた都市はキダー郡にある。

## 地理
アメリカ合衆国国勢調査局に拠れば、郡域全面積は715平方マイル (1,852 km2)であり、このうち陸地は712平方マイル (1,844 km2)、水域は3平方マイル (8 km2)で水域率は0.44％である。

### 主要高規格道路
- ノースダコタ州道32号線
- ノースダコタ州道38号線
- ノースダコタ州道200号線

### 隣接する郡
- グランドフォークス郡 - 北
- トレイル郡 - 東
- カス郡 - 南東
- バーンズ郡 - 南西
- グリッグス郡 - 西
- ネルソン郡 - 北西

## 人口動態
以下は2000年の国勢調査による人口統計データである。
| 基礎データ - 人口: 2,258人 - 世帯数: 923 世帯 - 家族数: 635 家族 - 人口密度: 1人/km2（3人/mi2） - 住居数: 1,231軒 - 住居密度: 1軒/km2（2軒/mi2） 人種別人口構成 - 白人: 98.32% - アフリカン・アメリカン: 0.04% - ネイティブ・アメリカン: 0.62% - アジア人: 0.04% - その他の人種: 0.22% - 混血: 0.75% - ヒスパニック・ラテン系: 0.18% 先祖による構成 - ノルウェー系：60.7％ - ドイツ系：15.6％ 年齢別人口構成 - 18歳未満: 27.6% - 18-24歳: 4.7% - 25-44歳: 23.1% - 45-64歳: 25.0% - 65歳以上: 19.6% - 年齢の中央値:41歳 - 性比（女性100人あたり男性の人口） - 総人口: 107.2 - 18歳以上: 108.7 | 世帯と家族（対世帯数） - 18歳未満の子供がいる: 29.7% - 結婚・同居している夫婦:62.3% - 未婚・離婚・死別女性が世帯主: 4.4% - 非家族世帯: 31.2% - 単身世帯: 28.3% - 65歳以上の老人1人暮らし: 13.1% - 平均構成人数 - 世帯: 2.45人 - 家族: 3.01人 収入と家計 - 収入の中央値 - 世帯: 35,757米ドル - 家族: 43,914米ドル - 性別 - 男性: 30,104米ドル - 女性: 20,694米ドル - 人口1人あたり収入: 17,601米ドル - 貧困線以下 - 対人口: 7.1% - 対家族数: 5.0% - 18歳未満: 8.0% - 65歳以上: 3.6% |

## 都市と町

### 都市
- フィンレー - 郡庁所在地
- ホープ
- ルバーン
- シャロン

注: ノースダコタ州の法人化された自治体は、その大きさに拠らず全て「市」になる

### その他の町
- ピッカート
- ブラボン

### ゴーストタウン
- シャーブルック、1885年から1919年までスティール郡の郡庁所在地だった。

### 郡区
| - ビーバークリーク - ブロードローン - カーペンター - コルゲイト - イーストン - エデンデール - エンガー | - フィンレー - フランクリン - ゴールデンレイク - グリーンビュー - ヒューゴ - メルローズ - ニューバーグ | - プリムローズ - リバーサイド - シャロン - シャーブルック - ウェストフィールド - ウィロウレイク |